# Las Pampas de Hualcatal
Las Pampas de Hualcatal es una localidad peruana ubicada en el distrito de Ignacio Escudero, perteneciente a la provincia de Sullana del departamento de Piura, al norte del Perú. 

## Ubicación
Las Pampas de Hualcatal se ubica al oeste de la provincia de Sullana, en el distrito de Ignacio Escudero, en el departamento de Piura. 

## Demografía
En 2017 Las Pampas de Hualcatal tenía una población de 1 habitante.
| Gráfica de evolución demográfica de Las Pampas de Hualcatal entre 1993 y 2017 |
|                                                                               |
| Fuentes: Población 1993 y 2017                                                |